# 32. gardna strelska divizija (ZSSR)
Za druge 32. divizije glejte 32. divizija.
32. gardna strelska divizija je bila gardna strelska divizija v sestavi Rdeče armade med drugo svetovno vojno.

## Zgodovina
Divizija je bila ustanovljena maja 1942 z reorganizacijo ostankov 2. zračnoprevoznega korpusa. 
Med drugo svetovno vojno je sodelovala v bitki za Stalingrad, za Kerč, za Krim in bitki za Sevastopol.

## Organizacija
- štab
- 80. gardni strelski polk
- 82. gardni strelski polk
- 85. gardni strelski polk
- 58. gardni artilerijski polk

## Poveljstvo
Poveljniki
- polkovnik Mihail Fjodorovič Tihonov (1942-1943)